# Friede von Eilenburg

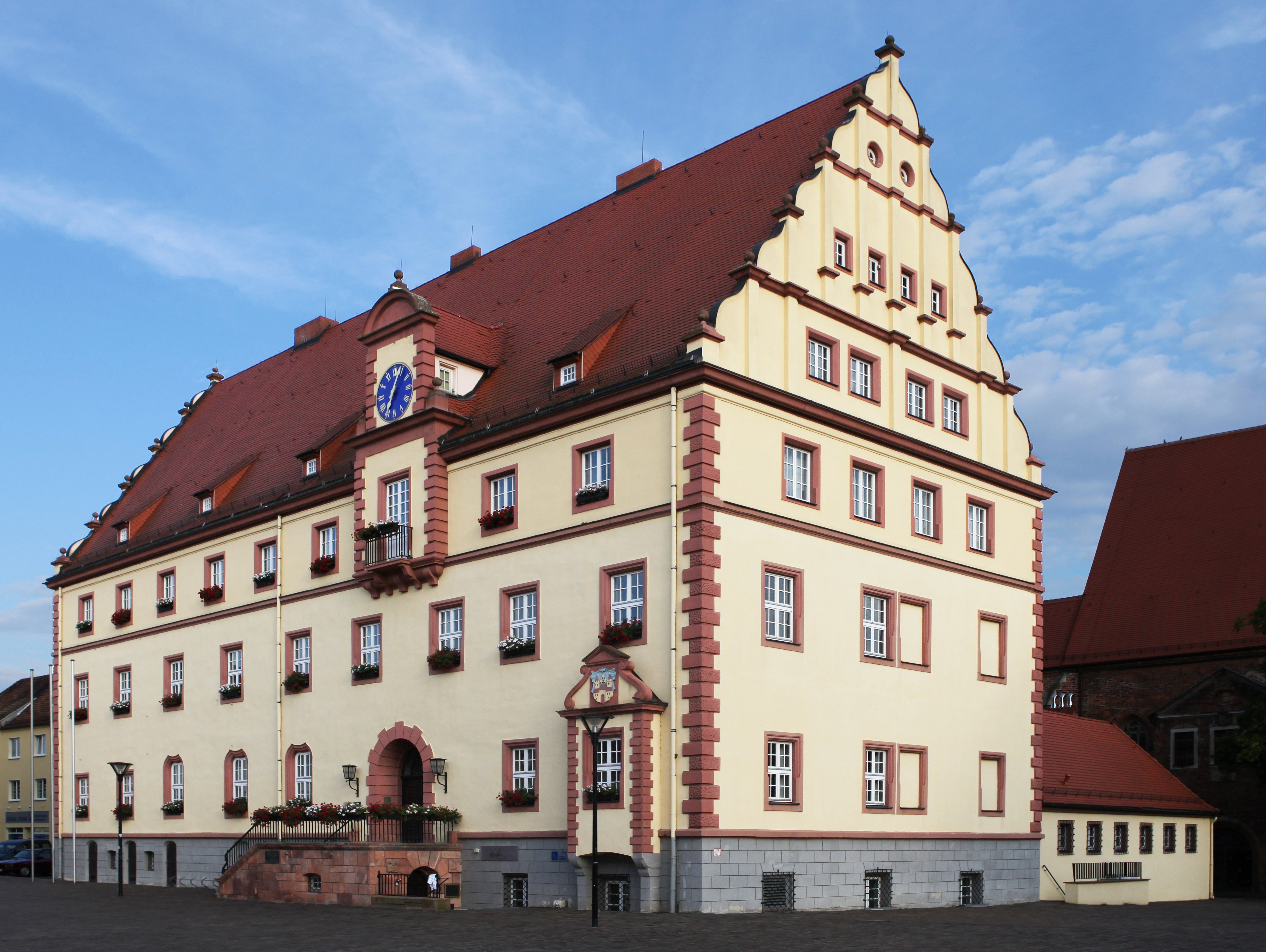
Verhandlungsort war das Eilenburger Rathaus

Der Friede von Eilenburg ist ein Friedensvertrag als Ergebnis von Verhandlungen zwischen Schweden und Kursachsen im Dreißigjährigen Krieg, die vom 20. Februar bis Anfang April 1646 (offiziell bis zum 31. März) in Eilenburg stattfanden. Er bedeutete das Ende des Krieges für das Kurfürstentum Sachsen.

## Vorgeschichte
Durch die militärischen Erfolge der Schweden unter Druck geraten, schloss Kurfürst Johann Georg I. am 6. September 1645 mit dem schwedischen General Lennart Torstensson in Kötzschenbroda ein vorläufiges Waffenstillstandsabkommen. Das kursächsische Heer hatte den Bestimmungen zufolge sechs Monate auf jegliche Kampfhandlungen zu verzichten. Gleichzeitig waren monatliche Kontributionen in Höhe von 11.000 Talern zu entrichten. Die schwedischen Besatzer blieben in Torgau und Leipzig und hatten das Recht, in ganz Sachsen mit Ausnahme eines Drei-Meilen-Kordons um Dresden, frei zu marschieren.

## Verhandlungen
Kurz vor Ablauf des Waffenstillstands von Kötzschenbroda begannen am 20. Februar 1646 Verhandlungen über einen endgültigen Waffenstillstand für Sachsen in Eilenburg. Während die schwedische Verhandlungsdelegation unter Führung von Axel Lillie im Gasthof Zum Schwarzen Adler Quartier bezog, logierten die sächsischen Gesandten im Gasthof Zum Roten Hirsch. Die Verhandlungspartner waren jeweils mit einer Eskorte von 200 Mann angereist, die die jeweilige Stadthälfte bis zum Marktplatz besetzten, wo im Rathaus die Verhandlungen geführt wurden. Der Friedensvertrag wurde Anfang April unterzeichnet, jedoch auf den 31. März 1646 zurückdatiert als Symbol für den unbedingten Willen eines endgültigen Friedensschlusses, da der April „ein so unbeständiger Monat“ sei.

## Wirkung
Der Friede von Eilenburg verlängerte den Vertrag von Kötzschenbroda und war „gültig bis zu einem allgemeinen Friedensschluss oder bis zu einem Generalarmistitium“, stellte also für Sachsen de facto das Kriegsende dar. Dem Kurfürsten war an einem schnellen allgemeinen Friedensvertrag gelegen, um das Land aus der teuren schwedischen Besatzung zu befreien. Zwar konnte die Höhe der monatlichen Kontributionen auf 8000 Taler verringert werden, dennoch war unter diesen Umständen eine Erholung des kriegsgeschundenen Landes unmöglich.
Im Oktober 1648 folgte mit dem Westfälischen Frieden der lang ersehnte universelle Friedensschluss. 1650 zogen die Schweden aus Sachsen ab und der Wiederaufbau in den betroffenen Gebieten, vor allem im Westen des Kurfürstentums, konnte begonnen werden.